# موسم الميلاد
موسم الميلاد أو زمن الميلاد، ويعرف أيضًا باسم زمن التهيئة أو زمن المجيء، ويمتد اثني عشر يومًا منذ عيد الميلاد في 25 ديسمبر (7 يناير في التقويم اليولياني) وحتى عيد الغطاس في 6 يناير (19 يناير في التقويم اليولياني). وهو في كثير من البلدان في الغرب عطلة رسمية. وتشكل فترته، ملخص استذكار ميلاد المسيح وأحداث طفولته اللاحقة حتى عماده. في بعض الكنائس الشرقية، كالكنيسة السريانية الأرثوذكسية والكنيسة المارونية، فإن موسم الميلاد يبدأ من قبل العيد بسبعة أسابيع يختص كل واحد فيها لاستذكار مناسبة إنجيلية سابقة للميلاد كالبشارة أو مولد يوحنا المعمدان. والكنيسة الأرثوذكسية، يسبق موسم الميلاد صوم كما تعتبر الفترة زمنًا محرمًا أن يمنع فيه على سبيل المثال الإكليل والزواج.